# Abolishing the Borders from Below
Abolishing The Borders From Below is een anarchistisch magazine dat sinds 2001 door een Berlijns collectief wordt gepubliceerd. Het werd opgericht door een aantal anarchistische Oost-Europese immigranten en anti-autoritairen.
Het tweemaandelijkse magazine is gevuld met artikels van correspondenten uit Oost-Europa, het informeert over verschillende politieke en culturele processen en activiteiten vanuit een anarchistisch perspectief. 